# Lil Durk

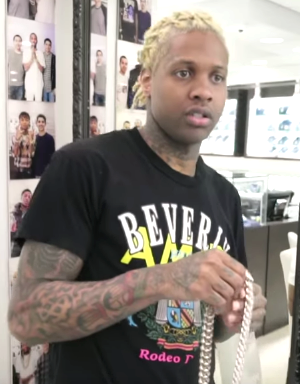
Lil Durk (2019)

Lil Durk (* 19. Oktober 1992 in Chicago; bürgerlich Durk D. Banks oder Mustafa Abdul Malak) ist ein US-amerikanischer Rapper aus dem Umfeld des Chicago Drill. Seit 2015 ist er mit fortlaufenden Albumveröffentlichungen in den US-Charts erfolgreich.

## Karriere
Durk Banks alias Lil Durk stammt aus der South Side von Chicago. Als Teenager gründete er das Rap-Kollektiv Only the Family (OTF) und veröffentlichte im Alter von 17 Jahren mit I’m a Hitta sein erstes Mixtape. Nach zwei weiteren Mixtapes unterschrieb er 2012 einen Plattenvertrag beim Label Def Jam Recordings und veröffentlichte dort seine ersten Singles. Trotz weiterer Mixtapes stellte sich bis zur Veröffentlichung des Debütalbums Remember My Name aus 2015 kein Erfolg ein, welches auf Anhieb Platz 2 der R&B/Hip-Hop-Charts und Platz 14 der offiziellen Charts erreichte. Es enthielt die Gold-Single Like Me, eine Zusammenarbeit mit dem ebenfalls aus Chicago stammenden Rapper Jeremih.
Das zweite Album Lil Durk 2X erschien nur ein Jahr später und kam nicht ganz an den Vorgänger heran, brachte ihm aber mit My Beyoncé eine zweite Gold-Single. Innerhalb eines Jahres folgten vier Mixtapes, von denen es zwei in die Charts schafften. Der Song Home Body vom Mixtape Just Cause Y’all Waited war sein erster Platin-Song, obwohl er sich selbst nicht platzieren konnte.
Ende 2018 folgte das dritte Album Signed to the Streets 3, mit dem er wieder in die Top 20 der Billboard 200 kam.
Einen Schritt nach oben bedeutete das vierte Album Love Songs 4 the Streets 2, mit dem er zum ersten Mal in die Top 5 vorstieß. Es war auch sein erstes Album, das sich in den britischen Charts platzieren konnte.
Wieder nur wenige Monate später folgte das bis dahin erfolgreichste Album Just Cause Y’All Waited 2. Es stieg im Mai 2020 auf Platz 2 der Billboard 200 ein. Mit 3 Headed Goat enthielt es seinen ersten eigenen Hit in den offiziellen Singlecharts. Das mit Lil Baby und Polo G aufgenommene Lied kam auf Platz 43.
Über den englischsprachigen Raum hinaus wurde er wenig später bekannt als Gastrapper auf dem internationalen Hit Laugh Now, Cry Later des Kanadiers Drake.
Am 24. Dezember 2020 veröffentlicht er mit The Voice sein sechstes Studioalbum, welches ebenfalls auf Platz zwei charten konnte und darüber hinaus sein erstes Album auf Platz eins der Billboard R&B-Charts wurde. Auf dem Album war neben YNW Melly und Young Thug auch sein kurz zuvor verstorbener Rapkollege und Labelpartner King Von auf dem Song Still Trappin vertreten. Der sich auf der Deluxe des Albums befindende Song Finesse out the Gang Way mit Lil Baby konnte auf Platz 39 der offiziellen Singlecharts charten.
Im Februar 2021 wurde durch Durk zum ersten Mal eine Kollabo-Projekt mit Lil Baby angedeutet. Jenes erschien etwas später am 21. Juni desselben Jahres. The Voice of the Heroes chartete auf Nummer eins der Billboard-Albumcharts und wurde sein erstes Album an der Spitze der Albumcharts und außerdem sein erstes international erfolgreiche Album. Es enthielt neben Gastbeiträgen von Rod Wave und Young Thug auch den Song Hats Off mit Travis Scott, welcher auf Platz 16 der Charts charten konnte.
Im Februar 2022 veröffentlichte Durk das Lied Ahhh Ha welches sein siebtes Solo-Album ankündigte. Der Song chartete auf Platz 18 der offiziellen Singlecharts und Platz 4 der R&B-Charts und wurde damit sein erfolgreichster Solo-Song. Außerdem wurde es sein erster Solo-Song, welcher in den britischen Singlecharts chartete. Das am 11. März 2022 folgende Album 7220 chartete auf Nummer eins der Albumcharts und wurde somit sein erstes Solo-Album an der Spitze der Charts. Es wurde außerdem mit Platz Nummer 6 in den britischen Charts sein erstes Top 10 Album außerhalb der USA. Darüber hinaus konnte es sich noch auf Platz 40 der Schweizer Albumcharts platzieren. Der Song What Happened to Virgil mit Gunna schaffte es außerdem auf Platz 22 der Singlecharts zu charten.
Im Mai 2023 veröffentlichte er zusammen mit J. Cole den Song All My Life, welcher Platz 2 der US-Charts erreichte und sich auch in den Deutschen Charts platzieren konnte. Es wurde sein erster eigener international bekannter Hit und sein erster eigener Song in den Top 10 der offiziellen Singlecharts. Das am 26. Mai 2023 folgende Album Almost Healed wurde sein erstes international erfolgreiches Solo-Album.
Bei den Grammy Awards 2024 erhielt Lil Durk mit dem Song All My Life den Grammy Award for Best Melodic Rap Performance, welches sein erster und bisher einziger Grammy wurde.
Im Februar 2024 veröffentlichte Durk den Song Old Days und kündigte damit sein 9. Studioalbum an. Nach einem halben Jahr ohne eigene Veröffentlichungen veröffentlichte er ab September 2024 mehrere Single, darunter Turn Up A Notch und Monitoring Me, welche in den R&B-Charts charten konnten und kündigte sein Album Deep Thoughts für den 22. November 2024 an. Wegen seiner Verhaftung im Oktober wurde das Album mehrmals verschoben. Letztendlich erschien Deep Thoughts am 28. März 2025, nachdem es eine Monat vorher bereits angekündigt wurde.

## Privatleben
Durk ist ein gläubiger Muslim und Vater von sieben Kindern. Seit 2020 ist er mit der US-amerikanischen Influenzerin India Royal verlobt.
Im Dezember 2024 wurde bekannt, dass Lil Durk und India Royal geheiratet haben. Dies wurde später durch den Song I Can't Hide It bestätigt.
Am 31. Mai 2014 wurde der Cousin von Durk, der als Nuski, bzw. OTF Nunu bekannt war und außerdem bei Durk's Label Only The Family unter Vertrag stand auf einem Parkplatz vor einem Einkaufszentrum angeschossen und verstarb noch vor Ort. Nicht einmal ein Jahr später, am 27. März 2015 wurde sein Freund und Manager Uchenna Agina besser bekannt als „OTF Chino“ erschossen. Am 6. November 2020 geriet sein Freund und Rapkollege King Von in Atlanta vor einem Club mit dem Rapper Quando Rondo in eine Auseinandersetzung. In der daraus resultierenden Schießerei wurde er getroffen und verstarb im Krankenhaus. Ein halbes Jahr später am 6. Juni 2021 wurde Durks Bruder Dontay „DThang“ Banks Jr. vor einem Nachtklub in Chicago erschossen.
In den Morgenstunden des 11. Juli 2021 brachen unbekannte Täter in die Villa des Rappers ein. Nach einem Schusswechsel, wobei niemand verletzt wurde, gelang den Tätern die Flucht.
Im Juli 2022 wurde Lil Durk bei einem Konzert durch eine versehentlich ausgelöste Pyrotechnik ins Gesicht getroffen. Er beendete seine Show noch, musste danach jedoch im Krankenhaus behandelt werden.
Im Juli 2023 musste der Rapper im Krankenhaus wegen starker Dehydration und Erschöpfung behandelt werden.

## Kontroversen

### Waffenbesitz
Gegen Ende von 2011 wurde Lil Durk wegen Waffenbesitzes festgenommen. Er wurde zwar vorübergehend auf Kaution freigelassen letztendlich musste er jedoch für drei Monate ins Gefängnis.
Im Juni 2013 wurde er erneut verhaftet, nachdem er mit einer geladenen Handfeuerwaffe erwischt wurde. Ihm wurde eine Kaution in Höhe von 100.000 US-Dollar gewährt, jedoch war er nicht in der Lage diese zu zahlen. Am 18. Juli wurde er jedoch wieder freigelassen, da er von einigen Zeugen entlastet wurde.

### Versuchter Mord
Im Mai 2019 wurde Lil Durk zusammen mit King Von wegen eines versuchten Mordes im Februar desselben Jahres in Atlanta verhaftet. Sie sollen das Opfer dabei ausgeraubt und angeschossen haben. Nach Wochen im Gefängnis wurden die beiden Rapper auf Kautionen in Höhe von 250.000 bzw. 300.000 US-Dollar freigelassen. Nach dem Tod von King Von im November 2020 kam der Fall zunächst ins Stocken. Erst nahezu zwei Jahre später, im Oktober 2022, wurden die Anklagepunkte gegen Lil Durk fallengelassen.

### Anklage wegen Auftrag zum Mord
Am 24. Oktober 2024 wurde Lil Durk in der Nähe des Miami International Airport verhaftet und mit einer Anklage wegen Verschwörung zum Auftragsmord an dem rivalisierenden Rapper Quando Rondo konfrontiert. Ihm wird vorgeworfen, am 19. August 2022 in Los Angeles ein Attentat auf Quando Rondo geplant und durchgeführt zu haben, welches der Rapper zwar unverletzt überlebte, jedoch seinen Cousin Lul Pabb verlor, der noch vor Ort verstarb. Als Motiv wird die Rache am Tod von King Von, welcher ein Mitglied von Lil Durks Hip-Hop-Gruppe Only the Family war und im Jahr 2020 in einer Auseinandersetzung mit Quando Rondo erschossen wurde, vermutet. Fünf weitere Personen mit Verbindungen zu OTF wurden wegen der Durchführung ebenfalls verhaftet und angeklagt. Da Lil Durk Flüge zu unterschiedlichen Zielen gebucht hatte, wurde ein Fluchtversuch vermutet.

## Diskografie
Studioalben

| Jahr | Titel Musiklabel                                | Höchstplatzierung, Gesamtwochen, AuszeichnungChartplatzierungen (Jahr, Titel, Musiklabel, Platzierungen, Wochen, Auszeichnungen, Anmerkungen) | Höchstplatzierung, Gesamtwochen, AuszeichnungChartplatzierungen (Jahr, Titel, Musiklabel, Platzierungen, Wochen, Auszeichnungen, Anmerkungen) | Höchstplatzierung, Gesamtwochen, AuszeichnungChartplatzierungen (Jahr, Titel, Musiklabel, Platzierungen, Wochen, Auszeichnungen, Anmerkungen) | Höchstplatzierung, Gesamtwochen, AuszeichnungChartplatzierungen (Jahr, Titel, Musiklabel, Platzierungen, Wochen, Auszeichnungen, Anmerkungen) | Höchstplatzierung, Gesamtwochen, AuszeichnungChartplatzierungen (Jahr, Titel, Musiklabel, Platzierungen, Wochen, Auszeichnungen, Anmerkungen) | Höchstplatzierung, Gesamtwochen, AuszeichnungChartplatzierungen (Jahr, Titel, Musiklabel, Platzierungen, Wochen, Auszeichnungen, Anmerkungen) | Anmerkungen                                                   |
| Jahr | Titel Musiklabel                                | DE | AT | CH | UK | US | R&B | Anmerkungen                                                   |
| ---- | ----------------------------------------------- | --- | --- | --- | --- | --- | --- | ------------------------------------------------------------- |
| 2015 | Remember My Name Def Jam Recordings (UMG)       | — | — | — | — | US14 (3 Wo.)US | R&B2 (8 Wo.)R&B | Erstveröffentlichung: 2. Juni 2015                            |
| 2016 | Lil Durk 2X Def Jam Recordings (UMG)            | — | — | — | — | US29 (2 Wo.)US | R&B5 (4 Wo.)R&B | Erstveröffentlichung: 22. Juli 2016                           |
| 2018 | Signed to the Streets 3 Alamo Records (Sony)    | — | — | — | — | US17 Gold · (25 Wo.)US | R&B8 (5 Wo.)R&B | Erstveröffentlichung: 9. November 2018 Verkäufe: + 500.000    |
| 2019 | Love Songs 4 the Streets 2 Alamo Records (Sony) | — | — | — | UK39 (1 Wo.)UK | US4 Gold · (16 Wo.)US | R&B2 (10 Wo.)R&B | Erstveröffentlichung: 2. August 2019 Verkäufe: + 500.000      |
| 2020 | Just Cause Y’all Waited 2 Alamo Records (Sony)  | — | — | — | UK32 Silber · (1 Wo.)UK | US2 ×2Doppelplatin · (101 Wo.)US | R&B2 (49 Wo.)R&B | Erstveröffentlichung: 8. Mai 2020 Verkäufe: + 2.060.000       |
| 2020 | The Voice Alamo Records (Sony)                  | — | — | — | UK26 Silber · (5 Wo.)UK | US2 Platin · (78 Wo.)US | R&B1 (45 Wo.)R&B | Erstveröffentlichung: 24. Dezember 2020 Verkäufe: + 1.060.000 |
| 2022 | 7220 Alamo Records (Sony)                       | — | — | CH40 (1 Wo.)CH | UK6 Silber · (7 Wo.)UK | US1 ×2Doppelplatin · (153 Wo.)US | R&B1 (82 Wo.)R&B | Erstveröffentlichung: 11. März 2022 Verkäufe: + 2.140.000     |
| 2023 | Almost Healed Alamo Records (Sony)              | DE81 (1 Wo.)DE | AT54 (1 Wo.)AT | CH24 (1 Wo.)CH | UK12 (3 Wo.)UK | US3 Platin · (43 Wo.)US | R&B1 (30 Wo.)R&B | Erstveröffentlichung: 26. Mai 2023 Verkäufe: + 1.040.000      |
| 2025 | Deep Thoughts Alamo Records (Sony)              | — | — | CH99 (1 Wo.)CH | UK20 (… Wo.)UK | US3 (9 Wo.)US | R&B2 (… Wo.)R&B | Erstveröffentlichung: 25. März 2025                           |